# エスフーズ
エスフーズ株式会社（英: S Foods Inc.）は、兵庫県西宮市鳴尾浜に本社を置く食品加工会社。主に家庭用・業務用の焼肉用食肉・ソースなどの加工食品を製造。
丸紅が議決権所有割合17.3%の株を持ち、持分法適用会社となっている。旧社名はスタミナ食品株式会社で、「甲子園の味」というブランド名を使用していた。

## 概要
牛もつ肉の「こてっちゃん」が主力商品である（2003年より、BSE問題により販売を休止するが、2007年より段階的に販売再開し、2008年9月には全国販売が再開された）。また、販売休止時代替措置として発売していた「とんてっちゃん」は現在もラインナップに含まれている。
秋冬主力商品として「こてっちゃん牛もつ鍋シリーズ」を展開している。これはロングセラー製品として2008年から復活した「こてっちゃん牛もつ鍋」がリニューアルした商品である。牛もつ入りスープに、にらとキャベツ（キムチ味はにらと白菜）を加え、家庭で本格的な味を楽しめる。スープの種類は醤油味、味噌味、キムチ味がある。

## 沿革
- 1967年（昭和42年）5月22日 - 尼崎市大西老松町に森島征夫が有限会社スタミナ食品を設立。
- 1970年（昭和45年）
  - 1月 - 尼崎市西本町に移転、スタミナ食品株式会社に改組。
  - 11月 - 尼崎市武庫川町に工場を新設し、本社も移転。
- 1972年（昭和47年）1月 - 米国から内臓肉の輸入開始。
- 1978年（昭和53年）3月 - スタミナフードサプライ株式会社（現・株式会社味兆。連結子会社）を設立。
- 1982年（昭和57年）7月 - 牛内臓肉製品「こてっちゃん」を発売。
- 1989年（平成元年）
  - 4月 - 米国ネブラスカ州に、丸紅等との合弁でFREMONT BEEF COMPANY（現・連結子会社）を設立
  - 8月 - 株式を店頭公開。
- 1992年（平成4年）8月 - 牛内臓肉製品「牛・もつ鍋」を発売。
- 1994年（平成6年）7月 - 大阪証券取引所2部に上場。
- 1999年（平成11年）12月 - 東京証券取引所2部に上場。
- 2000年（平成12年）8月 - 東京証券取引所、大阪証券取引所各1部へ指定替え。社名を現社名エスフーズに変更。
- 2004年（平成16年）
  - 5月 - 狂牛病の発生による輸入禁止（2003年）により、米国産牛内臓を使うこてっちゃんシリーズの製造を停止。
  - 9月 - 株式会社ムラチク（当時店頭市場登録）を株式交換によりグループ化。
- 2005年（平成17年）
  - 1月 - 豚の大腸を用いた「とんてっちゃん」発売。
  - 3月 - ムラチクと合併。
  - 8月 - オーエムツーネットワークを子会社化。
- 2006年（平成18年）
  - 8月 - オーストラリアからの牛内臓の輸入を開始し、こてっちゃんの製造を再開。
  - 森島征夫が会長に退き、ムラチク元社長の村上真之助が社長に就任。
- 2008年（平成20年）
  - 10月 - 株式会社ヒョウチクを子会社化。
  - 12月 - 韓国・仁川広域市にイーユーフード設立。
- 2009年（平成21年）3月 - 九州相模ハム株式会社（現・大阿蘇ハム）を連結子会社化。
- 2010年（平成22年）4月 - 株式会社北海道中央牧場を連結子会社化。韓国ソウル市に株式会社エスフーズコリアを設立。
- 2011年（平成23年）9月 - 株式会社日高食肉センター（現・連結子会社）を子会社化。
- 2012年（平成24年）1月 - 神戸牛の輸出を開始。
- 2014年（平成26年）
  - 1月 - グリコハム（元江崎グリコグループ）を子会社化。
  - 8月 - 子会社のグリコハムが商号を「フードリエ」に変更。
- 2015年（平成27年）12月 - 米国イリノイ州のオーロラ・パッキング・カンパニーを子会社化。
- 2018年（平成30年）5月 - 神内ファーム21を買収。

## 代表
- 創業者で初代社長の森島征夫（はやお、1939年静岡県磐田市生まれ）は1958年に静岡県立磐田商業高等学校卒業後、新大阪ホテル（森村誠一と同期入社）、ヤマトシャツ貿易部、スエヒロ食品に勤務ののち、1965年に食肉加工業を創業、1967年に有限会社スタミナ食品を設立して内臓肉の販売を開始、以後、2006年に会長に退くまでエスフーズの社長を務めた[2][3]。 2003年に介護事業のファインフォレストを設立し、2005年に介護付き老人ホーム「フォレスト垂水」を開設[4]。同事業は息子の森島征司が現代表を務めている。
- 2代目社長で現代表の村上真之助（1957年生まれ）は18歳で村上畜産で働き始め、姫路市東郷町に1981年にエムアンドエム食品、翌年にムラチクを設立、2004年に同社がエスフーズの完全子会社となり副社長に就任、2006年より社長を務める[5]。1988年には暴力団組長の土地売買に関わったことが明るみに出て話題となり[6]、また、2020年にはペッパーランチに個人で20億円を融資したことでも注目された[7]。兵庫県食肉事業協同組合連合会会長[8]。

## 関連会社
- バンリューゴルフ - 有価証券の運用売買ほかゴルフ場、レジャー関連施設の経営[9]。破綻したゴルフ場を買い集め、2021年現在全国15か所のゴルフ場を所有[10][11]。
- エス企画 - 旧・藤栄商事[12]。不動産賃貸業。2021年2月に海洋深層水の室戸マリンフーズを合併[13]。